# Enzo Tchato
Enzo Gianni Tchato Mbiayi (Montpellier, 23 de novembro de 2002) é um futebolista franco-camaronês que atua como lateral-direito. Atualmente, defende o Montpellier e a Seleção Camaronesa.

## Carreira
Formado nas categorias de base do Montpellier, fez sua estreia no time principal em abril de 2022, na derrota por 2 a 1 frente ao Brest. Em maio do mesmo ano, assinou seu primeiro contrato profissional com o MHSC, fazendo seu primeiro jogo como titular em agosto, na vitória por 3 a 2 sobre o Troyes. Marcaria seu primeiro gol na carreira na derrota por 5 a 2 para o Paris Saint-Germain, no mesmo mês.

## Carreira internacional
Nascido na França, defendeu a Seleção Camaronesa Sub-20 em 2 partidas, ambas em 2021, sendo eleito uma das revelações da equipe após a participação na Copa Africana Sub-21.
Em junho de 2023, fez sua estreia pelo time principal dos Leões Indomáveis em um amistoso contra o México, que terminou empatado em 2 a 2.
Foi convocado para a Copa Africana de Nações disputada na Costa do Marfim, tendo atuado em 3 jogos (foi titular contra Senegal e Gâmbia e saiu do banco de reservas na derrota por 2 a 0 para a Nigéria nas oitavas-de-final)

## Vida pessoal
Seu pai, Bill Tchato, atuou como lateral-esquerdo e jogou por mais tempo no futebol francês (destaque para suas passagens no Nice e no Montpellier), além de ter jogado na Alemanha, no Catar e no Gabão no final da carreira, e ter defendido a Seleção Camaronesa entre 2000 e 2008.